# Pozzaglio ed Uniti
Pozzaglio ed Uniti – miejscowość i gmina we Włoszech, w regionie Lombardia, w prowincji Cremona.
Według danych na rok 2004 gminę zamieszkiwały 1202 osoby, 60,1 os./km².